# Scott Tupper
Pour les articles homonymes, voir Tupper.
Scott Tupper est un joueur de hockey sur gazon canadien évoluant au poste de défenseur au Der Club an der Alster. Il a annoncé son retrait de l'équipe nationale après les Jeux olympiques d'été de 2020 après 322 sélections.

## Biographie
Scott est né le 16 décembre 1986 à Vancouver dans la province de la Colombie-Britannique.

## Carrière
Il a été appelé en équipe nationale première en 2008 pour concourir aux Jeux olympiques d'été à Pékin, en Chine,.

## Palmarès
- : 1er aux Jeux panaméricains en 2007
- : 2e aux Jeux panaméricains en 2011
- : 2e à la Coupe d'Amérique en 2013
- : 2e aux Jeux panaméricains en 2015
- : 2e à la Coupe d'Amérique en 2017
- : 2e aux Jeux panaméricains en 2019